# Герб Колумбії
Герб Колу́мбії — державний символ Колумбії, прийнятий 9 травня 1834 року, що зазнав незначних змін в 1924 році.
Щит герба поділений на три частини. У нижній частині зображено два кораблі, які нагадують про морське значення Колумбії (Панамський перешийок належав Колумбії до 1903 року) і про два океани, до яких Колумбія має вихід (Тихий і Атлантичний). У середній частині на платиновому фоні зображений фригійський ковпак — символ свободи. У верхній частині зображений плід гранату на блакитному фоні, що нагадує про Нову Гранаду, велике віцекоролівство, що існувало на території Колумбії. Обабіч граната розташовані роги достатку, які означають природні багатства країни. Над щитом — великий андійський кондор, що тримає в дзьобі оливкову гілку, а в лапах девіз Libertad у Orden («свобода і порядок»). Обабіч герба розміщено по два державні прапори Колумбії.